# Doneeka Hodges
Doneeka Danyell Hodges, coniugata Lewis (New Orleans, 19 luglio 1982), è un'ex cestista statunitense naturalizzata bulgara, professionista nella WNBA.
È la sorella gemella di Roneeka Hodges.

## Carriera
È stata selezionata dalle Los Angeles Sparks al secondo giro del Draft WNBA 2004 (25ª scelta assoluta).